# 사리원 전투
사리원 전투는 1950년 10월 17일 유엔군이 대한민국을 침공한 조선인민군에 대항해 반격하는 과정에서 벌어진 전투이다. 조선인민군 사상자는 215명 사망과 3700명 이상의 생포자를 포함했으며, 유엔군 측은 1명 사망과 3명 부상자가 발생했다.

## 배경
10월 15일, 미국 1군단장인 프랭크 W. 밀번 장군은 8군단이 느리게 진격했다고 생각하여 월튼 워커 8군단장의 조급함을 반영했다. 밀번 사령관은 미 24사단에 1기병사단의 서쪽 공격 위치로 이동해 남쪽에서 사리원을 점령한 뒤 평양을 향해 북쪽으로 공격하라고 지시했다. 같은 날 1기병사단장 호바트 R. 게이는 첨부된 제27영연방여단에게 제7기병연대 뒤에 집결하여 그곳을 통과하여 사리원을 점령할 준비를 하라고 명령했다. 이리하여 1군단이 평양을 점령하기 위한 계획이 준비되었다. 게이지 장군은 그 시기에 대해 "상황이 긴장되어 있었고, 모두가 피곤하고 초조한 상태였다"고 말했다.

## 전투 전개
스테판 대령의 21보병연대, 24사단은 보병들이 트럭에 올라타서 전동기둥으로 이동하는 것을 막기 위해 백촌에서 해주 쪽으로 이동하면서 겨우 도착했다. 10월 17일 탱크영유팀들은 해주를 수비하는 300명의 조선인민군을 제압하고 그날 오후 마을을 차지했다.
한편 19보병연대, 24사단, 5기병연대는 나머지 조선인민군을 추격했다. 모두 남촌점의 간선도로에서 서쪽으로 방향을 틀었다. 19보병연대는 누천리를 넘어 서쪽으로 계속 나아갔다가 사리원 방향으로 방향을 틀었다. 16일 제27영연방여단, 제5기병대, 제19연대가 모두 도로 위에 있는 남촌점까지 이어지는 도로에 다다랐지만 열악한 도로 사정 때문엪 차량들이 빠르게 이동할 수 없었다. 제5기병연대 뒤에 있는 제19보병연대는 24사단 사령관 존 H. 철지가 명령했음에도 불구하고 역시 속도를 낼 수 없었다. 이때 밀번 장군이 게이와 철지 장군에게 제1기병대와 제24기병 중 어느 사단이든 먼저 사리원에 도달하면 그에 따라 군단의 평양공격을 이끌 기회를 얻게 될 것이라고 말했다고 한다. 또 24사단은 열악한 도로와 열악한 보급로, 그리고 우회 노선을 선택하여 사리원에 도착하는 것이 더 어려웠다.
10월 17일 제7기병연대는 제1대대를 선두로 사리원 북쪽의 주요 평양간선도로를 타격할 순회경로를 통해 소흥에서 북쪽으로 2차 '소갈길'을 따라갔다. 제27영연방여단은 이날 오전 소흥에서 제7기병대의 대열을 통과해 주요 고속도로를 따라 사리원 쪽으로 진격했다. 사리원은 소흥에서 서쪽으로 거의 정각까지 고속도로를 따라 30마일(48km) 정도 올라가 있었다. 사리원에서는 산에서 떨어진 고속도로와 철도가 북쪽으로 방향을 바꿔 해안 평야를 지나 평양까지 35km 떨어진 곳으로 달렸다. 사리원과 평양 사이의 길 건너편에는 이따금씩 낮은 언덕만이 펼쳐져 있을 뿐이었다. 유엔군은 대체적으로 조선인민군이 사리원보다 높은 고지에서 도시 자체에 미치지 못하는 평양을 방어할 것이라고 예상하고 있었다.:643–4
M4 셔먼 전차에 탑재된 데이비드 윌슨 소령의 아질스 1대대 A소대는 아질스가 공격을 주도하면서 주도권을 잡았다. 프랭크 A 준장 알렌 주니어 제1기병사단 부사령관이 아르킬스와 동행했다. 수척하고 굶주린 조선인민군 병사들이 길가를 따라 서서 항복하기 위해 기다리고 있었고, 조선인민군의 러시아제 트럭들은 연료가 없이 버려진 채 서 있었다.
20야드(180m) 떨어진 산비탈 사과 과수원에서 갑자기 조선인민군의 소총이 발사되었다. 소리가 멈추자 군인들이 덮개를 찾았다. 선두 전차 뒤에서 앨런 장군은 지프에서 뛰어내려 길가에서 발을 동동 구르며 지도를 흔들면서 "적들은 저 과수원에 있어! 모두 무찔러버려!"라고 소리쳤다. 장군의 보좌관이자 제1중위인 존 T. 호데스는 탱크들 중 하나에 올라 과수원의 군인들에게 소총이 발사된 곳의 위치를 알려 주었다.
능선 위쪽의 스폿터 비행기 조종사는 날개를 내려 조선인민군의 위치를 아군에게 전달했다. 탱크들이 과수원에 포를 발포하기 시작했을 때 몇몇 조선민주주의인민공화국 주민들이 과수원에서 달리기 시작했다. 갑자기 한 떼의 조선민주주의인민공화국 주민들이 과수원에서 뛰쳐나와 능선 쪽으로 빠르게 이동하더니 꼭대기로 사라졌다. 윌슨의 아질스 부대는 과수원에서 위치를 옮겨 남아 있는 조선인민군 부대를 싹쓸이했다. 그들은 이 짧은 전투로 약 40명의 조선인민군이 사망했고 생존한 다른 사람들은 사로잡혔다. 달아난 조선인민군 일부는 기관총 10발과 대전차포 1대를 버렸다. 영국군은 폭격으로 큰 피해를 입은 사리원에 들어갔다. 이날까지 유엔군 측의 병력 손실은 1명이 숨지고 3명이 다치는 정도였다.
오후 17시경에는 시내를 지나 그 북쪽으로 5마일(8.0km) 떨어진 황주를 향해 전진했다. 그곳에서 오스트레일리아군은 조선인민군 진영에 접근하여 오전 중에 공격할 준비를 했다. 사리원의 밤이 혼란스러울 것이라는 것이 증명된 것처럼 이상한 사건들이 일어나기 시작했다. 이 마을 남쪽의 한 영국 정찰대는 조선인민군이 운전하는 트럭에 치였다. 주민들은 쏜살같이 달려 마을로 들어갔으나 북쪽 출구가 닫힌 것을 발견하고 뒤로 돌아갔고 정찰대를 다시 만났다. 이 두 번째 만남에서 정찰대는 약 20명의 조선인민군을 만나 사살했다. 조금 뒤, 중령. 사리원 남쪽 끝 부근의 음침한 곳을 운전하고 있는 아르킬스 1대대의 지휘관 레슬리 닐슨은 도로 양쪽에 적군 병사들이 두 줄로 늘어선 것을 보고 갑자기 놀라움을 금치 못했다. 선두 군인들은 그에게 총을 쏘았지만 빗나갔다. 닐슨은 운전사에게 "발 올려!"라고 소리쳤다. 운전자는 그렇게 했고, 4마일(6.4km)을 달려 행진하는 조선민주주의인민공화국 주민들 사이를 질주했다.
마지막으로 조선인민군을 물리치고 닐슨과 그의 운전사는 언덕으로 가서 아침까지 그곳에 머물렀다. 이 조선인민군 부대는 19보병사단 24사단 앞에서 도망쳐 남쪽에서 사리원으로 접근했으나 이 마을이 유엔 부대에 함락된 사실을 모르고 있었다. 유엔군 병사들은 그들이 24사단과 함께 남쪽에서 올라오는 국방군이라고 생각했고, 북한 주민들은 영국인을 러시아인이라고 생각하는 때도 많았다. 서로 축하하고 담배를 돌린 사례도 여러 번 있었다. 어떨 때는 한 무리의 조선인민군 부대가 "아군이다!"라고 외치며 아질스 소대를 맞이했고, 적군인 스코틀랜드군과 포옹하고 담배를 권하고 모자에서 나온 붉은 별들을 기념품으로 주었다.
뒤이어 벌어진 전투는 아주 아슬아슬했다. 로빈 D 중위와 아질스 박격포 장교 페어레이는 모퉁이를 돌아 한 무리의 조선민주주의인민공화국 주민들 사이로 들어갔다. 침착함을 유지한 그는 주민들에게 "러스키, 러스키"(Russky, 러시아인)라고 말했고, 등을 몇 번 두드린 후 다른 모퉁이를 돌리며 달아났다. 사리원에서 이 난장판이 벌어진 밤 동안 약 150명의 조선인민군이 전사했는데 이상하게도 영국군은 단 한 명의 병사만을 잃었다. 그 북쪽에 있는 오스트레일리아 대대는 도로 봉쇄에서 조선인민군 1,982명을 포로로 잡았다. 낮에는 제27영연방여단이 간선도로를 따라 사리원을 진격하는 동안 제7기병연대는 클라이노스 대령의 1대대를 선두로 그 북쪽 언덕을 통과하는 험한 2차로를 서둘러 따라갔다. 이 기둥은 황주로부터 약 3마일(4.8km) 떨어진 사리원 위 주요 고속도로에서 게이 장군이 경비행기에서 내려온 메시지를 받았다. 사리원 밖으로 나가는 도로는 수백 명의 조선인민군이 주둔하고 있으니 클라이노스 대령에게 7기병 1개 대대를 간선도로 황주에서 남쪽으로 돌려 영국군을 만나 사리원 지역에 주둔한 조선인민군을 함정에 빠뜨리도록 하고, 또 다른 대대는 오른쪽으로 돌면서 황군읍 쪽으로 이동해 조선인민군을 함정에 빠뜨리도록 지시했다는 내용이었다. 클라이노스와 두 대대장은 제1대대가 영국군과 접선하기 위해 방향을 바꾸고 제2대대가 황주를 차지하는 작전을 진행하는 데 동의했다. 유엔군이 사리원-평양 고속도로에서 남쪽으로 선회한 직후 1대대의 선발대가 조선인민군의 기병 분대와 말 37마리를 저지했다. 조금 후, 그 대대는 전방 언덕 장벽에 있는 조선인민군 부대로부터 공격을 받아 오스트레일리아군과 분리되었다. 또 한국어 통역관이 조선인민군 전진 위치에 오르려고 시도하고 성공하는 동안 다른 조선인민군 부대와 짧은 교전을 벌였다. 통역관은 조선민주주의인민공화국 주민들에게 그들이 싸우고 있는 적군이 러시아군이라는 거짓 정보를 말했다.
그곳의 조선인민군 소대는 클라이노스 대령이 막 합류한 제7기병대의 요지까지 올라왔다. 클라이노스는 조선인민군의 무장해제를 진행하도록 분대장에게 넘겼다. 조선인민군 부대의 투항은 맑은 대낮에 이루어졌으며 인근 야산에서 수백 명의 조선인민군 병사들이 이 광경을 지켜보았다. 그날 진지의 동쪽에서 온 조선인민군 병사들이 몰려와 단체로 항복하기 시작했다. 그러나 서쪽에서는 날이 어두워질 때까지 적은 양의 사격이 계속되었다. 이날 저녁 모두 1700여 명의 조선인민군 병사와 13명의 여간호사가 1대대에 투항했다. 클라이노스 대령은 18시경에 호주군들과 무선 통신을 구축했다. 22시 30분, 그는 오스트레일리아군 대대의 그린 대령에게 무전으로 차량등을 켠 채 대대와 포로들과 함께 고갯길을 통과하고 있다고 알렸다. 23:00에 제1대대, 제7 기병대가 호주 경계선에 도착했다.:645–6

## 같이 보기
- 정주 전투
- 박천 전투

## 참고 문헌
- Bartlett, Norman, 편집. (1960). 《With the Australians in Korea》 Thi판. Canberra, Australian Capital Territory: Australian War Memorial. OCLC 488462542.
- Farrar-Hockley, Anthony (1990). 《The British Part in the Korean War: A Distant Obligation》. Volume I. London, England: HMSO. ISBN 0-11-630953-9.
- O'Neill, Robert (1985). 《Australia in the Korean War 1950–53: Combat Operations》. Volume II. Canberra, Australian Capital Territory: Australian War Memorial. ISBN 978-0-642-04330-6.
- Pears, Maurie (2007). 《Battlefield Korea: The Korean Battle Honours of the Royal Australian Regiment, 1950–1953》. Loftus, New South Wales: Australian Military History Publications. ISBN 9780980379600.